# 常自裕
常自裕（？—？），字君客，號二如，河南开封府鄢陵县人。

## 生平
万历三十四年（1606年）丙午科河南乡试第五十七名举人，四十七年（1619年）己未科進士，吏部觀政，天啓元年（1621年）授安庆府推官，四年應天府同考。崇祯元年（1628年）考选，三年授任刑科给事中，疏纠文选司郎中孫必顯贪污，四年巡青，崇祯五年巡视京营，上言宣大烽火告急，京营整练宜先，而总臣李守錡办讦不已，恊臣杨一鹏亦抉发无遗，以寇逼户庭，患切剥肤，而两臣尚且口角争胜，置干城於不问，岂先国家而後私雠之义乎？乞严谕两臣尽捐嫌隙，以济军谋。九月升吏科右给事中，再升兵科左、兵科都给事中，加俸一级。崇祯九年上疏論流寇，謂最强者无过李闯，应命洪承畴、卢象升二人专门围剿闯王，而余贼自破竹矣。官至户部右侍郎，加從二品服俸。
墓在县南西罗寨，京江张玉书表。

## 家族
曾祖常平，省祭官。祖父常选，生员。父常應泰，生员。